# Raffaele Viviani
Raffaele Viviani (10 de enero de 1888 – 22 de marzo de 1950) fue un autor y dramaturgo, actor y músico de nacionalidad italiana.

## Biografía
Nacido en Castellammare di Stabia, Italia, a los cuatro años de edad Viviani ya actuaba en el teatro, y a los 20 había adquirido una sólida reputación en Italia por su trabajo interpretativo y por sus obras teatrales. Viviani también actuó en Budapest, París, Trípoli, y en Sudamérica.
Viviani pertenecía a la escuela literaria del realismo, y sus obras versaban sobre las vidas de los pobres en el Nápoles de la época, con temas como la pequeña delincuencia o la prostitución. La crítica calificó a Viviani como "un autodidacta realista," queriendo decir con ello que él no adquirió su destreza con la educación académica, sino por medio de la experiencia. Sus piezas eran de estilo "anti-Pirandello"; es decir, se preocupaban menos por la psicología de los personajes que por su vida cotidiana. El trabajo más conocido de Viviani es L'ultimo scugnizzo (1931). 
Además, Viviani compuso canciones y música incidental para muchas de sus primeras obras. Uno de sus melodramas más destacados es Via Toledo di notte, un trabajo de 1918 en el cual Viviani empleaba ritmos cakewalk y ragtime para narrar la historia de la "gente de la calle" de la Via Toledo, la calle más famosa de Nápoles.
Raffaele Viviani falleció en 1950 en Nápoles, Italia.